# Wahid Fattal
 (avril 2018).
Si vous disposez d'ouvrages ou d'articles de référence ou si vous connaissez des sites web de qualité traitant du thème abordé ici, merci de compléter l'article en donnant les références utiles à sa vérifiabilité et en les liant à la section « Notes et références ».
Pour les articles homonymes, voir Fattal.
Wahid Fattal (arabe : وحيد فتال) (né le 1er juin 1978 au Liban) est un footballeur libanais, évoluant au poste de gardien de but.